# David Porter
David Porter (Memphis, 21 november 1941) is een Amerikaans muziekproducent, arrangeur, songwriter en zanger.

## Carrière
David Porter begon zijn carrière door (o.a. met klasgenoot Maurice White die later Earth, Wind and Fire zou oprichten) na schooltijd in de kerk te zingen. Hij kwam bij Satelite Records als songwriter in dienst doordat hij in de kruidenierswinkel aan de overkant van het pand van Sattelite werkte en hij het label vroeg of zij overwogen om soulmuziek op te gaan nemen. Kort daarna veranderde Satellite Records haar naam in Stax Records en verlegde het de focus naar soulmuziek. Daar vormde hij gedurende lange tijd een succesvol songwritersduo met Isaac Hayes.
Porter heeft aan meer dan 1.700 composities bijgedragen van artiesten als Aretha Franklin, James Brown, Celine Dion, Otis Redding, Drake, ZZ Top, Tom Jones, Ted Nugent, Bonnie Raitt, Wu-Tang Clan, Eminem, Patsy Cline, Albert King en Eurythmics.
Zijn oeuvre aan hits beslaat o.a. Sam & Dave's "Soul Man" (Grammy winnaar in 1968), Mariah Carey "Dreamlover" (Grammy winnaar in 1993), Will Smith's "Gettin' Jiggy Wit It" (Grammy winnaar 1999), Sam and Dave's "Hold On, I'm Comin'" en Biggie Smalls "Who Shot Ya?".

## (Gedeeltelijke) discografie

### Songwriting en productie met Isaac Hayes
- 1965: "Candy" - The Astors
- 1965: "You Don't Know Like I Know" - Sam & Dave
- 1966: "Let Me Be Good to You" - Carla Thomas
- 1966: "B-A-B-Y" - Carla Thomas
- 1966: "Your Good Thing (Is About to End)" - Lou Rawls
- 1966: "Hold On, I'm Comin'" - Sam & Dave
- 1967: "When Something is Wrong with My Baby" - Sam & Dave
- 1967: "Soul Man" - Sam & Dave
- 1968: "I Thank You" - Sam & Dave
- 1969: "So I Can Love You" - The Emotions (productie)
- 1969: "The Sweeter He Is" - The Soul Children
- 1969: "Soul Sister Brown Sugar" - Sam & Dave

### Albums als zanger
- 1970: Gritty, Groovy, & Gettin' It
- 1971: ...Into a Real Thing
- 1973: Victim of the Joke? An Opera
- 1974: Sweat & Love

### Singles als zanger
- 1970: "Can't See You When I Want To" b/w "Win You Over" (Stax)
- 1970: "One Part Love, Two Parts Pain" b/w "Can't See You When I Want To"
- 1971: "If I Give It Up, I Want It Back" Pt. I b/w "If I Give It Up, I Want It Back" Pt. II
- 1972: "Ain't That Loving You" b/w "Baby I'ma Want You" (met Isaac Hayes)
- 1972: "I'm Afraid the Masquerade is Over" b/w "Hang On Sloopy"
- 1972: "When The Chips Are Down" b/w "I Wanna Be Your Somebody"
- 1973: "Long As You're the One Somebody in the World" b/w "When You Have to Sneak, You Have to Sneak"
- 1974: "I Got You and I'm Glad" b/w "Falling Out, Falling In"

## Trivia
- Porter is sinds 2005 opgenomen in de Songwriters Hall of Fame. Zijn catalogus is goed voor meer dan 300 miljoen verkopen.

- Biblioteca Nacional de España: XX1540696
- Bibliothèque nationale de France: cb13974733f (data)
- International Standard Name Identifier: 0000 0001 1479 1083
- Library of Congress Control Number: n93104632
- MusicBrainz: f072fd2b-1ffa-4e54-a4c4-678741234ee2
- Nederlandse Thesaurus van Auteursnamen: 168194732
- Système universitaire de documentation: 157703290
- Virtual International Authority File: 102968976
- WorldCat: E39PBJrgPcbjw9mrjtqXDVKGHC